# کورت هافمان
کورت هافمان (انگلیسی: Kurt Hoffmann; ۱۲ نوامبر ۱۹۱۰ – ۲۵ ژوئن ۲۰۰۱) کارگردان فیلم اهل آلمان بود.
فیلم قلعه اشباح به کارگردانی وی در دومین جشنواره بین‌المللی فیلم مسکو برنده جایزه نقره‌ای بهترین فیلم شده است.